# Aarts’ letterkundige almanak
Aarts’ letterkundige almanak jest almanachem literackim wydawanym w Holandii, który tworzył zespół kierowany przez C.J. Aartsa (ur. 1947). Pierwsze wydanie almanachu ukazało się w roku 1980, ostatnie (13.) w roku 1992.

## Zawartość almanachu
- kalendarz urodzin pisarzy niderlandzkich
- kalendarz imprez kulturalnych
- wykazy laureatów nagród i stypendiów literackich (wraz z notą podsumowującą dla autorów najczęściej wyróżnianych)
- listy (wykazy) pisarzy, którzy dożyli sędziwego wieku
- listy (wykazy) autorów, którzy bardzo młodo zmarli
- listy adresowe pisarzy, wydawców, czasopism, księgarzy, kawiarń literackich, instytucji kultury

W części tekstowej almanach ten zawierał:
- biogramy literatów zmarłych w roku minionym
- bibliografie pisarzy zmarłych w latach wcześniejszych
- bloki tematyczne poświęcone literaturze

## Zakończenie wydawania
W roku 1992 wydawca Aarts’ letterkundige almanak podjął decyzję o zaprzestaniu edycji tego almanachu. W tym samym roku pojawił się nowy Mekka almanak, który po części kontynuuje tradycję poprzedniej publikacji, zawierając pewną część informacji ujmowanych przez almanach literacki C. J. Aartsa. Według innych źródeł jego ostatnie, 14. wydanie ukazało się (po ponad 2-letniej przerwie) w roku 1995.

## Publikacje alternatywne
- Mekka almanak (wydawany od roku 1992)